# Sinfonía n.º 25 (Miaskovski)
La sinfonía n.º 25 en re bemol mayor fue compuesta por Nikolai Myaskovsky en 1946. Fue estrenada por Alexander Gauk y la Orquesta Sinfónica del Estado de la Unión Soviética el 6 de marzo de 1947 en el Conservatorio de Moscú. Myaskovsky inició su composición en el verano de 1946, sería su primera obra orquestal de tamaño considerable después de la Segunda Guerra Mundial. Está dedicada a Levon Atovmian, compositor colega de Myaskovsky. La obra se distingue de otras sinfonías por iniciarse con un movimiento lento en forma variaciones sobre un tema (Adagio). Este movimiento es seguido de otro movimiento lento (Moderato), y concluye la obra un movimiento más rápido donde se reexpone el tema principal del primer movimiento (Allegro impetuoso). En 1949 Myaskovsky haría pequeñas revisiones a la obra.
- Datos: Q512786